# Симонія
Симо́нія — продаж і купівля церковних посад або духовного сану, які практикувались церквою (як католицькою так і православною) у Середні віки.
Термін «симонія» походить від імені юдейського волхва Симона. Симонія була поширена на Заході в часи пап Григорія Великого, Лева ІХ, Григорія VII, які повинні були докладати всіх своїх зусиль, щоб побороти її прибічників, які розпоряджалися великими коштами. У середні віки симонію часто підтримували папи. Звідси, за думкою реформатських богословів, взяли свій початок індульгенції та відпущення гріхів за гроші.

## Походження
Термін виник від імені самарянського волхва Симона, який намагався викупити в апостола Петра й апостола Іоанна дар (благодать) Святого Духа:
|  | Тоді на них руки поклали (апостоли), і прийняли вони Духа Святого! Як побачив же Симон, що через накладання апостольських рук Святий Дух подається, то приніс він їм гроші, і сказав: Дайте й мені таку владу, щоб той, на кого покладу свої руки, одержав би Духа Святого! Та промовив до нього Петро: Нехай згине з тобою те срібло твоє, бо ти думав набути дар Божий за гроші! У цім ділі нема тобі частки ні уділу, бо серце твоє перед Богом не слушне. Тож покайся за це лихе діло своє, і проси Господа, може прощений буде тобі замір серця твого! Бо я бачу, що ти пробуваєш у жовчі гіркій та в путах неправди. А Симон озвався й сказав: Помоліться за мене до Господа, щоб мене не спіткало нічого з того, про що ви говорили... (Дії 8:17-24) |